# La Tronche
La Tronche es una comuna francesa situada en el departamento de Isère, de la región de Auvernia-Ródano-Alpes.

## Geografía
Está ubicada en las afueras (banlieue en francés) este de Grenoble.

## Demografía
| 7 517 | 7 993 | 7 410 | 6 690 | 6 454 | 6 433 | 6 079 | 6 627 | 6 588 |
| Para los censos de 1962 a 1999 la población legal corresponde a la población sin duplicidades (Fuente: INSEE [Consultar]) |       |       |       |       |       |       |       |       |

Forma parte de la aglomeración urbana de Grenoble.